# Тетрациклин
Тетрацикли́н (новолат. Tetracyclinum) — антибиотик из группы тетрациклинов.
Глазная мазь тетрациклина входит в российский перечень жизненно необходимых и важнейших лекарственных препаратов.
Тетрациклин включен в WHO Model List of Essential Medicines — список важнейших лекарственных средств, составляемый Всемирной организацией здравоохранения.

## Свойства
Выпускается в виде основания и солянокислой соли. Гидрохлорид тетрациклина плавится при 214 °C, при этом разлагаясь. В виде порошка сохраняет свои свойства более двух лет. Растворы тетрациклина нестабильны, щелочной раствор при pH 8,85 в нормальных условиях теряет эффективность на 50 % в течение 12 часов, немного более стабилен в кислых растворах — при pH 3—5 не изменяется до 6 дней. Присутствие ионов магния, кальция и железа также приводят к снижению эффективности.

## Фармакологическое действие
Бактериостатический антибиотик из группы тетрациклинов. Нарушает образование комплекса между транспортной РНК и рибосомой, что приводит к подавлению синтеза белка. Активен в отношении грамположительных микроорганизмов: Staphylococcus spp. (в том числе Staphylococcus aureus, включая продуцирующие пенициллиназу штаммы), Streptococcus spp. (в том числе Streptococcus pneumoniae), Listeria spp., Bacillus anthracis, Clostridium spp., Actinomyces israelii; грамотрицательных микроорганизмов: Haemophilus influenzae, Haemophilus ducreyi, Bordetella pertussis, большинства энтеробактерий: Escherichia coli, Enterobacter spp., включая Enterobacter aerogenes, Klebsiella spp., Salmonella spp., Shigella spp., Yersinia pestis, Bartonella bacilliformis, Vibrio cholerae, Vibrio fetus, Rickettsia spp., Borrelia burgdorferi, Brucella spp. (в комбинации со стрептомицином); при противопоказаниях к назначению пенициллинов — Clostridium spp., Neisseria gonorrhoeae, Actinomyces spp.; активен также в отношении возбудителей венерической и паховой лимфогранулемы, Treponema spp. К тетрациклину устойчивы микроорганизмы: Pseudomonas aeruginosa, Proteus spp., Serratia spp., большинство штаммов Bacteroides spp. и грибов, вирусы, бета-гемолитические стрептококки группы А (включая 44 % штаммов Streptococcus pyogenes и 74 % штаммов Streptococcus faecalis).

## Показания
Инфекционные заболевания, вызванные чувствительными возбудителями: пневмония и инфекции дыхательных путей, вызванные Mycoplasma pneumoniae, инфекции дыхательных путей, вызванные Haemophilus influenzae и Klebsiella spp., бактериальные инфекции мочеполовых органов, инфекции кожи и мягких тканей, в том числе анаэробные, язвенно-некротический гингивостоматит, конъюнктивит, угревая сыпь, розацеа, актиномикоз, кишечный амебиаз, сибирская язва, бруцеллез, бартонеллез, шанкроид, холера, неосложненная гонорея, паховая гранулема, венерическая лимфогранулема, листериоз, чума, пситтакоз, везикулезный риккетсиоз, пятнистая лихорадка Скалистых гор, сыпной тиф, возвратный тиф, сифилис, трахома, фрамбезия.

## Противопоказания
Гиперчувствительность, беременность (II—III триместры), период лактации, детский возраст (до 8 лет), лейкопения. C осторожностью. Почечная недостаточность, язва желудка.

## Побочные действия
Со стороны пищеварительной системы: снижение аппетита, рвота, диарея, тошнота, глоссит, эзофагит, гастрит, изъязвление желудка и 12-перстной кишки, гипертрофия сосочков языка, дисфагия, гепатотоксическое действие, повышение активности «печеночных» трансаминаз, панкреатит, кишечный дисбактериоз. Со стороны нервной системы: повышение внутричерепного давления (внутричерепная гипертензия), головокружение или неустойчивость. Со стороны органов кроветворения: гемолитическая анемия, тромбоцитопения, нейтропения. Со стороны мочевыделительной системы: азотемия, гиперкреатининемия. Аллергические и иммунопатологические реакции: макулопапулезная сыпь, гиперемия кожи, ангионевротический отек, анафилактоидные реакции, лекарственная СКВ, фотосенсибилизация. Прочие: суперинфекция, кандидоз, гиповитаминоз В, гипербилирубинемия, изменение цвета зубной эмали у детей. Также возможна дислокация легких.

## Способ применения и дозы
Внутрь, запивая большим количеством жидкости, взрослым — по 0,25-0,5 г 4 раза в сутки или по 0,5-1 г каждые 12 ч. Максимальная суточная доза — 4 г.
- При угревой сыпи: 0,1-0,15 г/сут в разделенных дозах. В случае улучшения состояния (обычно через 3 нед.) дозу постепенно снижают до поддерживающей — 0,125-1 г. Адекватная ремиссия угревой сыпи может быть достигнута при использовании препарата через день или прерывистой терапии.
- Бруцеллез — 0,1-0,15 г каждые 6 ч в течение 3 недель, одновременно с в/м введением стрептомицина в дозе 1 г каждые 12 ч в течение 1 недели и 1 раз в сутки в течение 2 недели.
- Неосложненная гонорея: начальная разовая доза — 1,5 г, затем по 0,3 г каждые 6 ч в течение 4 дней (суммарная доза — 9 г).
- Сифилис — 0,2 г каждые 6 ч в течение 15 дней (ранний сифилис) или 30 дней (поздний сифилис).
- Неосложненные уретральные, эндоцервикальные и ректальные инфекции, вызванные Chlamydia trachomatis, — 0,3 г 4 раза в сутки в течение не менее 7 дней. Детям старше 8 лет — по 6,25-12,5 мг/кг каждые 6 ч или по 12,5-25 мг/кг каждые 12 ч.

## Особые указания
В связи с возможным развитием фотосенсибилизации необходимо ограничение инсоляции. При длительном использовании необходим периодический контроль за функцией почек, печени, органов кроветворения. Может маскировать проявления сифилиса, в связи с чем, при возможности смешанной инфекции, необходимо ежемесячное проведение серологического анализа на протяжении 4 мес. Все тетрациклины образуют стойкие комплексы с Ca2+ в любой костнообразующей ткани. В связи с этим прием в период развития зубов может стать причиной долговременного окрашивания зубов в желто-серо-коричневый цвет, а также гипоплазии эмали. Для профилактики гиповитаминоза следует назначать витамины группы В и К, пивные дрожжи.

## Взаимодействие
В связи с подавлением кишечной микрофлоры снижает протромбиновый индекс (требует снижения дозы непрямых антикоагулянтов). Снижает эффективность бактерицидных антибиотиков, нарушающих синтез клеточной стенки (пенициллины, цефалоспорины). Снижает эффективность эстрогенсодержащих пероральных контрацептивов и увеличивает риск развития кровотечений «прорыва»; ретинол — риск развития повышения внутричерепного давления. Абсорбцию снижают антациды, содержащие Al3+, Mg2+ и Ca2+, препараты Fe и колестирамин. Химотрипсин повышает концентрацию и продолжительность циркуляции.

## В промышленности
В пищевой промышленности зарегистрирован в качестве пищевой добавки E701.